# Elia Misrachi
Elia Misrachi (auch: Elijah Mizrachi; geboren 1455 in Konstantinopel; gestorben 1526) war ein jüdischer Gelehrter, Rabbiner und Mathematiker. Sein bedeutendstes Werk ist Sefer ha-Mizrach, ein Superkommentar zu Raschis Pentateuch-Kommentar.
Er war in der Zeit von 1497 bis 1526 Großrabbiner in Konstantinopel. 